# ویلیام فاست (هنرپیشه)
ویلیام فاست (انگلیسی: William Fawcett؛ ۸ سپتامبر ۱۸۹۴ – ۲۵ ژانویهٔ ۱۹۷۴) یک هنرپیشه اهل ایالات متحده آمریکا بود.